# Augustiner-Bräu
Augustiner-Bräu Wagner KG is een Duitse brouwerij in München. 

## Geschiedenis
In opdracht van de bisschop van Freising en de hertog van Beieren vestigden in 1294 de monniken van de Augustijnenorde zich buiten München. In 1320 werd het Augustijnenklooster gebouwd binnen de stadsmuren. Vanaf 1328 werd door de monniken een kloosterbrouwerij opgericht, wat de brouwerij de oudste nog bestaande brouwerij van München maakt. Na de secularisatie in 1803 kwam het klooster en de brouwerij in handen van de regering. Kort daarna werd de brouwerij geprivatiseerd en verhuisde naar de Neuhauser Straße waar het lokale hoofdkantoor nog steeds te zien is. Op 5 maart 1829 verwierf het echtpaar Anton en Therese Wagner de brouwerij. Na de dood van Anton in 1845 werd de brouwerij geleid door zijn echtgenote tot de oudste zoon Jozef de leiding overnam. Onder de leiding van Jozef floreerde de brouwerij (de intialen J.W. op het embleem van de brouwerij verwijzen naar Jozef Wagner) en in 1900 werd hij opgevolgd door zijn zonen Richard en Max Wagner. In 1941 nam Richards zoon Rudolf de leiding over en vormde de brouwerij om tot een commanditaire vennootschap (KG). Tijdens de Tweede Wereldoorlog werd het brouwerijgebouw zwaar beschadigd maar kort daarna opnieuw opgebouwd. Rudolf Wagner verhoogde de jaarlijkse bierproductie naar 300.000 hectoliter in 1980 en sloeg overnameaanbiedingen af van de Hacker Brauerei en de Oetker-groep in de jaren 1960.
Als Rudolf Wagner in 1981 overlijdt zonder nakomelingen of testament, komt de brouwerij in handen van een "gemeenschap van erfgenamen" die bestaat uit zijn nicht Edith Haberland Wagner (1899-1996), dochter van Max Wagner, evenals een aantal neven en nichten, de afstammelingen van de zusters van Richard en Max Wagner. Edith Haberland Wagner behield een belang van 50% in de brouwerij. Na haar overlijden kwamen haar aandelen via haar testament in de Edith-Haberland-Wagner-Stiftung terecht om te voorkomen dat de brouwerij zou overgenomen worden. De stichting engageerde zich om een deel van de winsten te gebruiken voor culturele en sociale evenementen in de omgeving van München. De eerste voorzitter van de stichting was Ferdinand Schmid tot aan zijn dood in november 2013 en hij werd opgevolgd door Catherine Demeter. De brouwerij bezit een eigen mouterij.

## Bieren
De brouwerij levert een van de zes bieren op het Oktoberfest in München.
- Augustiner